# Jean-Baptiste Jérome Bruny de La Tour d'Aigues
Jean-Baptiste Jérôme Bruny, baron de La Tour d'Aigues, né le 29 août 1724 à La Tour-d'Aigues et mort le 17 février 1795 à Uzès, est un armateur marseillais, qui sera reçu grâce à son immense fortune, président à mortier au parlement de Provence en 1777. 
Le baron de La Tour d'Aigues est élu maire de La Tour-d'Aigues en 1790. 

## Biographie

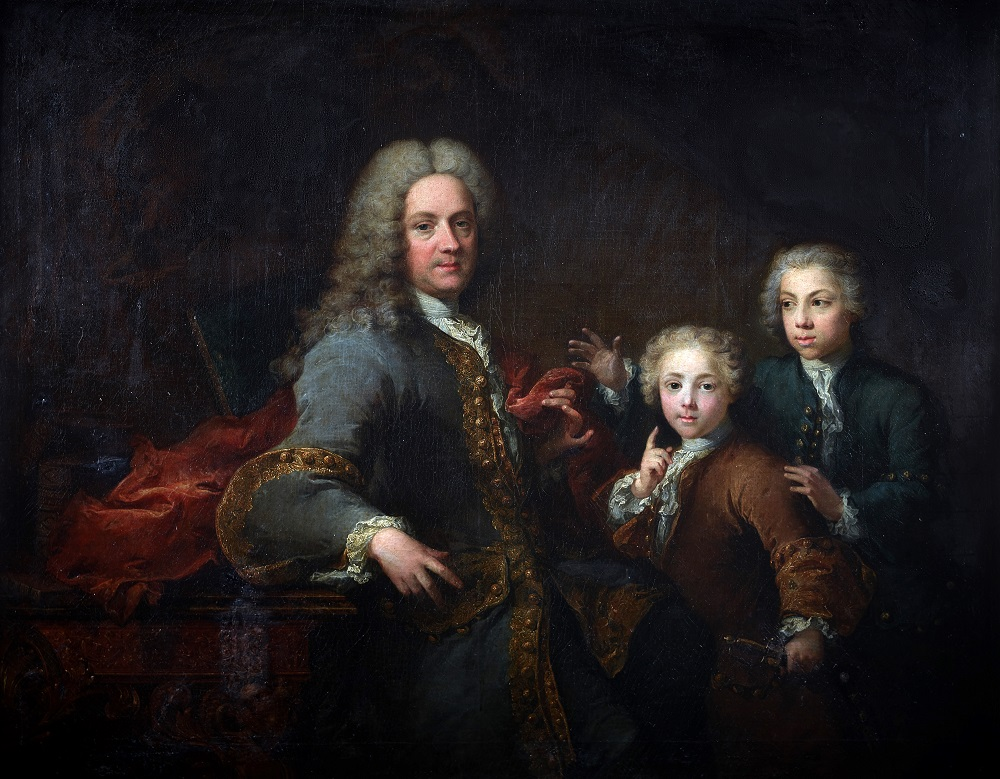
Portrait de François de Bruny, baron de La Tour-d'Aigues, avec deux enfants (1733).

Jean-Baptiste était le fils de François, négociant, armateur et banquier, puis baron de La Tour d'Aigues (1719), seigneur de Lourmarin, Vaugines et Saint-Cannat, et de Marie-Louise Soussin. Le 17 août 1758 en l'église de Saint-André de Collongues, au diocèse d'Uzès, il épouse Julie Joseph de Venant d'Iverny (1743-1776), fille du marquis d'Iverny, gouverneur d'Arras.
Le président Jean-Baptiste Bruny, baron de La Tour d'Aigues, seigneur de Lourmarin, Vaugines et Saint-Cannat, fut reçu, pour la somme de 44 000 livres, conseiller au parlement de Provence le 13 février 1744, en la charge de Joseph-François Revest de Montvert, et fut ensuite Président à Mortier le 4 mars 1777, en la charge de Pierre Laurens de Peyrolles.
Le 7 juillet 1719, moyennant le prix de 900 000 livres, Jean-Baptiste de Bruny, grand-père du président, avait acquis le château et la baronnie de La Tour d'Aigues au dernier duc de Lesdiguières, mort sans postérité. 
Son fils François, père du président, était aussi propriétaire d'un hôtel particulier à Aix-en-Provence, au 23 de la rue Longue-Saint-Jean (actuellement rue Roux-Alphéran), dit hôtel de Castillon, acheté en 1744 à François de Boyer, seigneur de Bandol,. À la suite du décès du marquis de Cabannes, il échangea l'hôtel de la rue Longue-Saint-Jean, avec celui que possédait la veuve du marquis, Mme de Réauville, née Covet de Marignane, sur la ligne orientale de la rue Saint-Jacques (actuellement rue Joseph-Cabassol), hôtel dit de  La Tour d'Aigues ou de Caumont. Son fils, le Président Jean-Baptiste de Bruny, amateur des Beaux-Arts, mécène et agronome distingué, mènera dans cet hôtel particulier un train de maison princier. Les artistes et les gens de lettres étaient certains d'être accueillis à toute heure du jour ou de la nuit. 

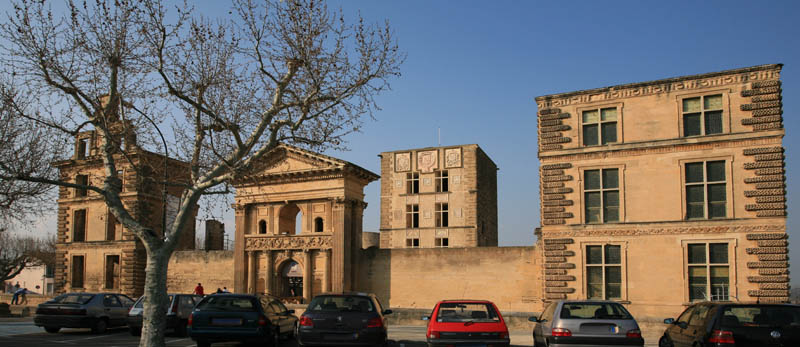
Vue générale du château.

Féru de sciences naturelles, de botanique et de zoologie, le président de Bruny avait créé dans les domaines de son château de La Tour-d'Aigues un véritable parc animalier, peuplé d'animaux rares et exotiques. Les singes, gazelles, mouflons, caméléons et oiseaux multicolores côtoyaient des essences d'arbres non encore acclimatés, telles que des platanes, thuyas, acacias ou autres cèdres du Liban. Une serre chauffée abritait des plantes tropicales.
En 1773 il demande au contrôleur Général Bertin l'autorisation du roi pour créer une faïencerie dans les domaines du château. La fabrique de porcelaine est installée à la bastide de Thoron, qui porte aujourd'hui le nom de La Fayence. Cette bastide avait été acquise en 1742 par François de Bruny auprès de Jean-Joseph de Thoron. Il engagea, pour la faire fonctionner, des maîtres faïenciers de Goult et Varages et probablement de Marseille. Le service de vaisselle du château aux armes de la famille, qui porte d'azur au cerf courant d'or, au chef du même, a été créé à la fabrique. Les formes et les décors en sont variés, d'un style très en vogue en cette fin du XVIIIe siècle. Les maîtres faïenciers de la seconde moitié du XVIIIe siècle, contrairement à ceux de la première moitié, ont tous, sans exception, décoré leurs produits sur émail cuit, c'est dire qu'il s'agit exclusivement de faïence au feu de moufle ou de reverbère.
En 1787 Jean-Baptiste de Bruny, baron de La Tour d'Aigues, est élu par ses pairs membre de la noblesse aux États de Provence.
Amoureux des sciences et des beaux-arts, Jean-Baptiste Jérôme avait toutefois un esprit étroitement conservateur qui ne le poussait pas vers les idées nouvelles. Il était un tenant farouche de la réaction seigneuriale. Jouant au despote, il imposait symboliquement à ses vassaux l'humiliation de lui rendre hommage à genoux. En février 1790, élu maire de La Tour-d'Aigues, il fit toutefois des efforts pour se résigner à l'abolition des droits féodaux. Mais sa réputation était faite et le 14 septembre 1792, pendant son absence, un groupe de républicains du club révolutionnaire de La Tour-d'Aigues vint attaquer son domaine. Les autorités municipales, débordées par le nombre des assaillants, laissèrent saccager et piller le château, qui fut incendié et brûla pendant plusieurs jours et plusieurs nuits.
Bruny refusa d'émigrer et se retira à Uzès, où il décéda le 17 février 1795. Son fils, Marie-Jean-Joseph, peintre en miniatures à Paris puis à Rouen, est mort quant à lui à Rouen en 1800, dans la misère. C'est sa fille Pauline, épouse du marquis de Séytres de Caumont, qui recueillit l'héritage. Devenue veuve, sans enfants, elle vendit morceau par morceau le domaine de La Tour-d'Aigues, avant de s'éteindre le 14 novembre 1850, dans une grande solitude et une véritable claustration, dans son  hôtel de la rue Saint-Jacques, jadis flamboyant. Au décès de la fille du Président de Bruny, son cousin Jules de Bruny de Châteaubrun hérite de l'hôtel. Il le vend en 1854 à Jean-Baptiste d'Albert de Roux. Après la mort de celui-ci, en 1874, l'hôtel passe de mains en mains par les Negrel-Bruny, les Caillols et les Jaloux avant d'arriver, en 1964, dans celles de la mairie d'Aix-en-Provence, qui en fit le Conservatoire de musique, dirigé pendant plusieurs années par le compositeur Darius Milhaud.